# العلاقات الإسرائيلية الهندية
تشير العلاقات الإسرائيلية الهندية إلى العلاقات الثنائية بين جمهورية الهند ودولة إسرائيل. تتمتع الدولتان بعلاقات اقتصادية وعسكرية واستراتيجية واسعة النطاق. تملك إسرائيل سفارة في نيودلهي، وقنصلية واحدة في كل من مومباي وبنغالور. تملك الهند سفارة في تل أبيب.
تُعد الهند أكبر مشتر للمعدات العسكرية الإسرائيلية، وتُعد إسرائيل ثاني أكبر مورد دفاعي للهند بعد روسيا. بلغت قيمة الأعمال العسكرية بين البلدين نحو 9 مليارات دولار منذ عام 1999 حتى عام 2009. توسعت العلاقات العسكرية والاستراتيجية بين البلدين حتى شملت تبادل المعلومات الاستخبارية عن الجماعات الإرهابية والتدريب العسكري المشترك.
تعد الهند ثالث أكبر شريك تجاري آسيوي لإسرائيل منذ عام 2014، وعاشر أكبر شريك تجاري بشكل عام. بلغت قيمة التجارة الثنائية، باستثناء المبيعات العسكرية، 4.52 مليار دولار أمريكي في عام 2014. توسعت العلاقات أكثر خلال فترة حكم رئيس الوزراء ناريندرا مودي، وذلك مع امتناع الهند عن التصويت ضد إسرائيل في الأمم المتحدة في العديد من القرارات. تفاوض البلدان على اتفاقية ثنائية شاملة للتجارة الحرة منذ عام 2015، وركزت على مجالات مثل تكنولوجيا المعلومات والتكنولوجيا الحيوية والزراعة.
أعرب 58% من الهنود عن تعاطفهم مع إسرائيل مقارنة بنسبة 56% من الأمريكيين، وذلك وفقًا لاستطلاع دولي أجري في عام 2009.

## الزيارات الدبلوماسية

### 1997
كان عيزر فايتسمان أول رئيس إسرائيلي يزور الهند في عام 1997.

### 2000
كان لال كريشنا أدفاني أول وزير هندي يزور دولة إسرائيل في عام 2000. كان جاسوانت سينغ أول وزير خارجية هندي يزور إسرائيل في وقت لاحق من ذلك العام. شكل البلدان لجنة مشتركة لمكافحة الإرهاب عقب تلك الزيارة. قال وزيرا خارجية البلدين إن التعاون المكثف سيتراوح بين مكافحة الإرهاب وتكنولوجيا المعلومات.

### 2003
كان آرئيل شارون أول رئيس وزراء إسرائيلي يزور الهند في عام 2003. استقبله حزب بهاراتيا جاناتا الذي يتزعمه التحالف الوطني الديمقراطي في الهند. أعربت عدة صحف عن وجهات نظر إيجابية بشأن زيارته، وأعرب رئيس الوزراء الهندي أتال بيهاري فاجبايي عن ثقته بأن زيارة شارون ستمهد الطريق لتوطيد العلاقات الثنائية أكثر. أُدينت زيارة شارون في دائرتي اليسار والمسلمين. تظاهر المئات من أنصار الأحزاب الشيوعية والمؤيدة للإسلام في نيودلهي، واعتُقِل نحو 100 مسلم. طالب طلاب جامعة عليكرة الإسلامية الهند بقطع العلاقات مع إسرائيل وزيادة العلاقات مع فلسطين.
وصفت صحيفة نافبارات تايمز الناطقة باللغة الهندية شارون بأنه «صديق مهم للهند». أدان القومي الهندوسي راشتريا سوايامسيفاك سانغ الاحتجاج ضد شارون. عبر شارون عن ارتياحه لمحادثاته مع القادة الهنود، وقال رئيس الوزراء الهندي فاجبايي إن تلك الزيارة ستزيد العلاقات بين الهند وإسرائيل. دعا شارون فاجبايي لزيارة إسرائيل. قال شارون إن الإسرائيليون «يعتبرون الهند واحدة من أهم الدول في العالم»، وأكد فاجبايي أن زيارة شارون ستقرّب بين البلدين.

### 2006
زار وزراء الحكومة الهندية شاراد باوار وكابيل سيبال وكمال ناث إسرائيل في أوائل عام 2006. زار رئيس وزراء ولاية كجرات، ناريندرا مودي، إسرائيل في أكتوبر عام 2006.
2012
زار وزير الخارجية سوماناهلي مالي كريشنا إسرائيل لمدة يومين في عام 2012، وذلك على الرغم من «دعم الهند الثابت للقضية الفلسطينية». اعتبر رئيس الوزراء الإسرائيلي هذه الزيارة خطوة تاريخية إلى الأمام في سبيل تطوير العلاقات بين البلدين.

### 2014
هنأ رئيس الوزراء الإسرائيلي بنيامين نتنياهو مودي شخصيًا، وذلك بعد فوزه في الانتخابات العامة في مايو عام 2014. التقى مودي بدوره بنظيره الإسرائيلي بنيامين نتنياهو في مدينة نيويورك على هامش الجمعية العامة للأمم المتحدة خلال زيارته للولايات المتحدة في عام 2014. كان هذا أول اجتماع بين رئيسي وزراء البلدين منذ أكثر من عقد. هنأ رئيس الوزراء الهندي مودي نظيره الإسرائيلي باللغة العبرية على تويتر بمناسبة عيد حانوكا، ورد رئيس الوزراء الإسرائيلي عليه باللغة الهندية.
زار وزير الداخلية الهندي راجناث سينغ إسرائيل في نوفمبر عام 2014 لمراقبة ترتيبات أمن الحدود في البلاد. التقى خلال جولته أيضًا برئيس الوزراء الإسرائيلي نتنياهو. كان سينغ أول وزير هندي يزور إسرائيل دون زيارة فلسطين أيضًا في نفس الرحلة مخالفًا بذلك الاتفاقية. زار الرئيس الإسرائيلي السابق شمعون بيريز الهند في العام نفسه. شارك وفد إسرائيلي رفيع المستوى مع وزير الزراعة الإسرائيلي، يائير شامير، في قمة فايبرنت كجرات في عام 2015. نُشر مقال إخباري في صحيفة ذا هيندو (الصحيفة الهندوسية) في ديسمبر عام 2014 ينص على أنه «يمكن للهند أن تنهي دعمها لفلسطين في الأمم المتحدة».

### 2015
جاء وزير الدفاع الإسرائيلي موشيه يعلون إلى الهند في فبراير عام 2015. شارك خلال زيارته في معرض آيرو الهند. التقى بنظيره الهندي ورئيس الوزراء الهندي. أصبح براناب مخرجي أول رئيس للهند يزور إسرائيل في الفترة من 13 إلى 15 أكتوبر عام 2015. مُنح مخرجي شرفًا نادرًا لمخاطبة الكنيست.

### 2016
زارت وزيرة الخارجية سوشما سواراج إسرائيل في يناير عام 2016، وزارت حينها نصب ياد فاشيم للهولوكوست في القدس، والتقت برئيس الوزراء بنيامين نتنياهو، والرئيس رؤوفين ريفلين، وأعضاء مجلس الوزراء، والجاليات اليهودية الهندية في إسرائيل.
زارت وزيرة الزراعة الهندية رادها موهان سينغ إسرائيل لتعزيز العلاقات الزراعية بين الهند وإسرائيل في سبتمبر عام 2016. التقى بنظيره الإسرائيلي أوري أرئيل، ودار النقاش بينهما حينها حول فرص التعاون في الزراعة بين البلدين.
ذهب الرئيس الإسرائيلي رؤوفين ريفلين إلى الهند بزيارة دولة لمدة أسبوع في نوفمبر عام 2016، وأصبح بذلك ثاني رئيس إسرائيلي يزور البلاد. زار ريفلين نيودلهي، وأغرا، وكارنال، وشانديغار ومومباي. أمضى اليوم الأخير من زيارته في مومباي في تكريم لضحايا هجمات مومباي في عام 2008، واجتمع مع الجالية اليهودية الهندية. تعتبر إسرائيل إيران حاليًا تهديدًا كبيرًا لأمنها القومي، وعبر ريفلين عن هذا القلق في لقاءات مع رئيس الوزراء مودي. أخبر ريفلين وسائل الإعلام الإسرائيلية بعد زيارته أن الحكومة الهندية أكدت له دعمها لإسرائيل على الرغم من علاقات الأولى مع إيران، وذلك بغض النظر عن العلاقات الاقتصادية المتنامية مع كلا البلدين. قال لصحيفة جيروزاليم بوست «إنهم يؤكدون لنا أنهم لن يسمحوا أبدًا أبدًا لأي شخص بالعمل ضد الوجود الإسرائيلي عندما يحين الوقت».

## الروابط الثقافية والآراء عبر البلاد
وصل فنانون ثقافيون وممثلون من الهند إلى إسرائيل في عام 2011 للمشاركة في مهرجان استمر ثلاثة أسابيع، وذلك احتفالًا بمرور 20 عام على العلاقات الدبلوماسية بين البلدين. أشار سفير الهند آنذاك في إسرائيل نافتيج سارنا إلى هدف المهرجان الذي تجسد بتحسين العلاقات الثنائية بين البلدين من خلال تسهيل فهم أكبر لثقافة بعضهما البعض.
قالت دراسة دولية أجريت في عام 2009 بتكليف من وزارة الخارجية الإسرائيلية أنه يمكن العثور على أكبر قدر من التعاطف مع إسرائيل في الهند، إذ أبدى 58% منهم تعاطفًا معها.
أظهرت استطلاعات الرأي التي أجريت في الهند، كما ورد في عام 2015، أن أكثر من 70% من المستجيبين لديهم آراء إيجابية تجاه إسرائيل.
صوتت الجمعية العامة للأمم المتحدة بالإجماع في عام 2015 على اعتماد يوم 21 يونيو يوم اليوغا العالمي. تنظم السفارة الهندية في تل أبيب احتفالات يوم اليوغا السنوي في إشارة واضحة على التقارب المتزايد بين البلدين، إذ يشارك الإسرائيليون من جميع مجالات الحياة في تمارين اليوغا المختلفة. أثبتت اليوغا شعبية كبيرة في إسرائيل وهي علامة على ارتباط إسرائيل الثقافي بالهند.
نظمت جمعية الصداقة الهندية الإسرائيلية في مومباي قمة واسعة النطاق لتعزيز العلاقات الثقافية بين البلدين في عام 2019. حضر هذا الحدث العديد من القادة المهمين مثل سوبرامانيان سوامي.

## العلاقات التجارية
التبادل التجاري الإسرائيلي الهندي في تصاعد مستمر منذ إقامة العلاقات الدبلوماسية في 1992 وحتى الآن. تصدر الهند لإسرائيل أساساً الألماس والأحجار الكريمة (66%)، والمنسوجات والمنتجات الجلدية (9%)، والكيماويات (10%)، البلاستيك والمطاط (5%). ومن الجانب الإسرائيلي الألماس والأحجار الكريمة المصقولة (69%)، أجهزة الاتصالات (18%)، والكيماويات والبلاستيك (6%) والأجهزة الطبية (3%). وكذلك تشكل الأسلحة قدراً كبيراً من صادرات إسرائيل إلى الهند، إلا أن كلا البلدين ينفيان ذلك، ولا تظهر تلك التجارة في الإحصائيات الرسمية لأي من البلدين.
البيانات التالية عن التجارة بين إسرائيل والهند لآخر خمسة عشر عاماً منذ إقامة العلاقات الدبلوماسية (كل الأرقام بملايين الدولارات):
| السنة              | 1992 | 1993 | 1994 | 1995 | 1996 | 1997 | 1998 | 1999 | 2000 | 2001 | 2002  | 2003  | 2004  | 2005  | 2006  | 2007  | 2008  | 2009  | 2010  |
| ------------------ | ---- | ---- | ---- | ---- | ---- | ---- | ---- | ---- | ---- | ---- | ----- | ----- | ----- | ----- | ----- | ----- | ----- | ----- | ----- |
| التصدير إلى الهند  |      |      | 400  |      |      |      |      |      | 551  | 454  | 601   | 703   | 1,019 | 1,276 | 1,246 | 1,613 | 2,361 | 1,825 | 2,890 |
| الاستيراد من الهند |      |      |      |      |      |      |      |      | 445  | 403  | 634   | 883   | 1,123 | 1,372 | 1,481 | 1,689 | 1,648 | 1,157 | 1,845 |
| الإجمالي           | 202  |      |      | 500  |      |      |      | 993  | 996  | 857  | 1,235 | 1,585 | 2,134 | 2,400 | 2,700 | 3,300 | 4,000 | 3,000 | 4,735 |